# Салангани
Салангани (Collocalini) — триба птахів родини серпокрильцевих (Apodidae), що складається з 4 родів та близько 30 видів. Їх ареал переважно обмежений Південною Азією, південною Океанією та північно-східною Австралією, в тропічній зоні. Багато в чому представники триби можуть вважатися типовими для родини, всі вони мають вузькі крила, пристосовані до швидкого польоту, та невеликий дзьоб із зазубринами, пристосованими для полювання на комах в польоті. Особливістю багатьох видів триби, проте, є здатність до ехолокації для навігації у повній темряві печер, де вони гніздяться. Гнізда деяких видів цілком складаються з загустлої слини цих птахів та вживаються у їжу під назвою «ластівкових гнізд», вони є відомим делікатесом китайської кухні.